# Giancarlo De Sisti
Giancarlo De Sisti (Roma, 13 marzo 1943) è un ex calciatore, allenatore di calcio e dirigente sportivo italiano, di ruolo centrocampista. Con la nazionale italiana è stato campione d'Europa nel 1968 e vicecampione del mondo nel 1970.
Soprannominato Picchio (trottola in romanesco), vinse a livello di club uno scudetto, due edizioni della Coppa Italia, una Coppa Mitropa e una Coppa delle Fiere in quasi vent'anni di carriera professionistica. Inoltre con la squadra gigliata, perse tre finali di coppe internazionali: la Coppa delle Alpi, Coppa Mitropa e la Coppa Anglo-Italiana.

## Caratteristiche tecniche

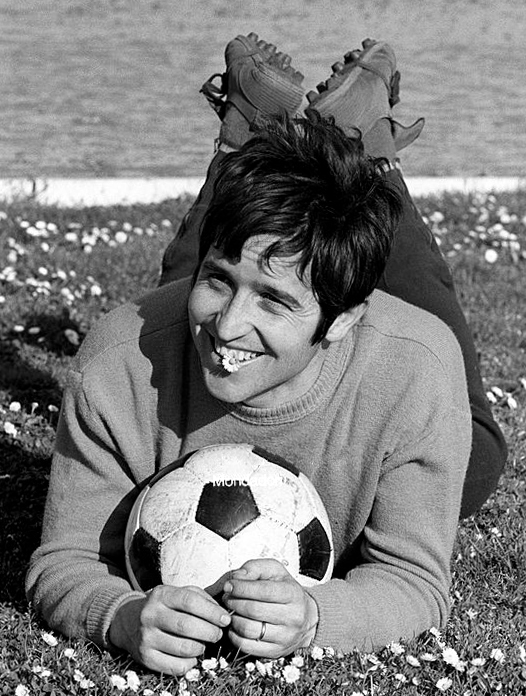
De Sisti nel 1969, durante una pausa d'allenamento.

Centrocampista dotato di grande tecnica, caratterizzava il suo gioco per la semplicità, preferendo passaggi corti e precisi. Carlo Felice Chiesa lo definì "regista di centrocampo tutto concretezza e pochi svolazzi". Raramente perdeva la calma e la lucidità: questo, insieme ad un'ottima visione di gioco e ad un intuito innato, gli permetteva all'occorrenza anche di effettuare lanci lunghi e smarcanti. Era così in grado di scegliere sempre la soluzione più utile per la squadra e di commettere pochissimi errori: in molti all'epoca, esagerando per esaltarne le doti, affermarono addirittura che sbagliasse solo un passaggio a campionato.

## Carriera

### Giocatore

#### Club
Nato a Roma, entrò a far parte della formazione giovanile della Roma nel 1959, nella quale vinse il Campionato Ragazzi nel 1959-1960 e nel 1960-1961. Nella sua seconda stagione tra i giovani esordì in Serie A, in Udinese-Roma 2-1 del 12 febbraio 1961, all'età di 17 anni: al termine della stagione (che vide la Roma vincitrice della Coppa delle Fiere 1960-1961) entrò stabilmente in prima squadra per l'annata successiva. Nel 1961-1962 fece infatti registrare undici presenze, segnando inoltre la sua prima rete nella massima serie, in Roma-Fiorentina 1-0 dell'11 marzo 1962.
L'anno dopo aumentarono sia le presenze (18, dopo il ritiro di Schiaffino nel 1962), che le reti in campionato, che salirono a due. Nel 1963-1964 divenne titolare fisso, marcando 28 presenze in campionato e segnando sette reti, contribuendo inoltre alla vittoria della Coppa Italia. Nella stagione seguente marcò ulteriori 28 presenze e tre reti: a fine stagione, a causa delle grosse difficoltà economiche della società, venne ceduto alla Fiorentina per 250 milioni di lire: nella sua prima stagione in maglia viola vinse subito la sua seconda Coppa Italia. Giocò anche tutte le gare di campionato, mettendo a segno sei reti e vincendo inoltre la Coppa Mitropa.

De Sisti alla Roma sul finire degli anni 70

Nelle nove stagioni alla Fiorentina fu sempre titolare ed ebbe un ruolo fondamentale nel centrocampo viola che nel 1968-1969 conquistò lo scudetto, superando il Cagliari (campione l'anno successivo) e il Milan detentore del titolo: in quella stagione De Sisti marcò due reti in 30 presenze. Dopo aver giocato oltre 250 gare con la squadra toscana tornò alla Roma, fortemente voluto dall'allenatore Nils Liedholm che lo considerava come il giocatore ideale per il suo schema tattico. Nella prima stagione diede il suo contributo al terzo posto finale dei romani (segnando anche il gol vittoria nel derby contro la Lazio): nei giallorossi rimase per altre cinque stagioni sempre come titolare, fino al ritiro dal calcio giocato avvenuto nel 1979. Al termine della carriera contò complessivamente 478 partite e cinquanta reti realizzate in Serie A.

#### Nazionale
Dopo tre gare con la Nazionale Giovanile e altre tre con la Nazionale B, fu convocato dal CT Edmondo Fabbri per le Olimpiadi di Tokyo 1964, ma non vi prese parte in quanto l'Italia si ritirò all'ultimo momento. Esordì con la Nazionale A in Italia-Cipro 5-0 il 1º novembre 1967.

De Sisti (accosciato, secondo da sinistra) nell'Italia vittoriosa al.

Convocato per l'Europeo del 1968, giocò solo la ripetizione della finale vinta per 2-0. Diventato titolare, fu convocato nelle successive partite di qualificazione ai Mondiali del 1970. Nella competizione mondiale giocò tutte le partite, compresa la Partita del secolo contro la Germania Ovest e la finale persa per 4-1 col Brasile. Fu convocato stabilmente fino al 1972, durante la qualificazioni per il campionato europeo 1972, al quale però non prese parte. L'ultima sua gara fu il 13 maggio 1972 contro il Belgio, persa per 2-1.
In Nazionale totalizzò quattro reti e 29 presenze.

### Allenatore
De Sisti seguì il corso di allenatore nel 1979, subito dopo il suo ritiro dal calcio giocato, prendendo il patentino nel 1980. Nel gennaio 1981 ricevette il suo primo incarico, subentrando a Carosi alla guida della Fiorentina: partendo dalla zona retrocessione, portò la squadra al quinto posto finale. Nella stagione successiva perse invece lo scudetto all'ultima giornata, pareggiando a Cagliari per 0-0, in quello che rimase uno dei maggiori rimpianti per il tecnico romano. Rimase alla guida dei viola fino al 1984, quando ebbe un granuloma sub-dentario (negando di aver avuto un ascesso cerebrale come riportato da altre fonti): rientrato solo dopo 45 giorni su insistenza di Ranieri Pontello, nonostante gli fossero stati prescritti 6 mesi di riposo, lasciò la guida della squadra quando gli venne proposto di essere affiancato da Ferruccio Valcareggi, che poi lo sostituì.

De Sisti nel 1984, alla guida della Fiorentina.

Nel gennaio 1986 venne messo sotto contratto dall'Udinese, sostituendo Luís Vinício: rimase alla guida dei friulani per due stagioni, conquistando la salvezza nella prima stagione ma retrocedendo al termine della seconda, dopo che la squadra aveva subito nove punti di penalizzazione. Nel 1991 allenò la Nazionale italiana militare, con cui vinse nello stesso anno il titolo mondiale di categoria. Nel campionato 1991-1992 fu chiamato da Costantino Rozzi a guidare l'Ascoli nella massima serie. Dopo la prima metà della stagione, nella quale la squadra non riuscì ad uscire dalla zona retrocessione, venne esonerato nel gennaio 1992: al suo posto venne chiamato Massimo Cacciatori. De Sisti ricevette in quel frangente diverse telefonate minatorie, nelle quali veniva invitato a lasciare la guida della squadra, ed ignoti lanciarono una bomba carta nel giardino dell'abitazione in cui viveva.
Dall'11 marzo 2009 è commissario tecnico della rappresentativa dei Parlamentari italiani.

### Dirigente
Nel 1979 ricoprì il ruolo di collaboratore tecnico per la sua ex squadra, la Roma. Dal 1988 al 1990 fu invece responsabile delle Nazionali Italiane Giovanili Under-18, Under-16 e Under-15, prima di entrare a far parte dello staff che guidò l'Italia durante il Campionato mondiale di calcio 1990. Nel 2001 divenne responsabile del settore giovanile della Lazio, scelto dal presidente Sergio Cragnotti, incarico che lasciò nel 2004.

### Dopo il ritiro
Nel 1984 ha partecipato al film L'allenatore nel pallone interpretando la parte di se stesso. È invitato spesso come commentatore sportivo in programmi televisivi e radiofonici, commentando spesso su TMC e TMC2 le partite della Liga spagnola tra il 1996 e il 2001: è inoltre iscritto all'Ordine dei giornalisti dal 1988. Dal 2009 è testimonial della FIGC ed è inoltre ambasciatore del settore giovanile e scolastico della stessa Federazione.
Vita Privata
Nell'aprile 2024, per l'anniversario degli 80 anni del rastrellamento del Quadraro, ha ricevuto in Campidoglio una pergamena e una medaglia in memoria del padre deportato dai Nazisti. Nel luglio 2024 è stato nominato cittadino onorario di Marino.

## Statistiche

### Presenze e reti nei club
| Stagione          | Squadra           | Campionato        | Campionato | Campionato | Coppe nazionali | Coppe nazionali | Coppe nazionali | Coppe continentali | Coppe continentali | Coppe continentali | Altre coppe | Altre coppe | Altre coppe | Totale | Totale |
| Stagione          | Squadra           | Comp              | Pres       | Reti       | Comp            | Pres            | Reti            | Comp               | Pres               | Reti               | Comp        | Pres        | Reti        | Pres   | Reti   |
| ----------------- | ----------------- | ----------------- | ---------- | ---------- | --------------- | --------------- | --------------- | ------------------ | ------------------ | ------------------ | ----------- | ----------- | ----------- | ------ | ------ |
| 1960-1961         | Roma              | A                 | 2          | 0          | CI              | 1               | 1               | CdF                | 1                  | 0                  | -           | -           | -           | 4      | 1      |
| 1961-1962         | Roma              | A                 | 11         | 1          | CI              | 1               | 0               | CdF                | 1                  | 0                  | -           | -           | -           | 13     | 1      |
| 1962-1963         | Roma              | A                 | 18         | 2          | CI              | 0               | 0               | CdF                | 5                  | 1                  | -           | -           | -           | 23     | 3      |
| 1963-1964         | Roma              | A                 | 28         | 7          | CI              | 4               | 0               | CdF                | 4                  | 2                  | CdA         | 1           | 0           | 37     | 9      |
| 1964-1965         | Roma              | A                 | 28         | 3          | CI              | 1               | 1               | CdF                | 5                  | 1                  | -           | -           | -           | 34     | 5      |
| 1965-1966         | Fiorentina        | A                 | 34         | 5          | CI              | 6               | 0               | CdF                | 3                  | 1                  | CM          | 2           | 0           | 45     | 6      |
| 1966-1967         | Fiorentina        | A                 | 30         | 6          | CI              | 1               | 0               | CdC                | 2                  | 1                  | CM          | 4           | 0           | 37     | 7      |
| 1967-1968         | Fiorentina        | A                 | 30         | 6          | CI              | 2               | 0               | CdF                | 4                  | 1                  | CdA         | 2+          | 1           | 38+    | 8      |
| 1968-1969         | Fiorentina        | A                 | 30         | 2          | CI              | 3               | 0               | CdF                | 6                  | 0                  | -           | -           | -           | 39     | 2      |
| 1969-1970         | Fiorentina        | A                 | 28         | 2          | CI              | 6               | 1               | CC                 | 6                  | 0                  | -           | -           | -           | 39     | 3      |
| 1970-1971         | Fiorentina        | A                 | 29         | 3          | CI              | 11              | 3               | CdF                | 4                  | 0                  | -           | -           | -           | 44     | 6      |
| 1971-1972         | Fiorentina        | A                 | 29         | 1          | CI              | 10              | 2               | -                  | -                  | -                  | CM          | 6           | 0           | 45     | 3      |
| 1972-1973         | Fiorentina        | A                 | 27         | 1          | CI              | 4               | 2               | CU                 | 1                  | 0                  | CAI         | 7           | 1           | 39     | 4      |
| 1973-1974         | Fiorentina        | A                 | 19         | 2          | CI              | 3               | 1               | CU                 | 2                  | 0                  | -           | -           | -           | 24     | 3      |
| Totale Fiorentina | Totale Fiorentina | Totale Fiorentina | 256        | 28         |                 | 46              | 9               |                    | 22                 | 3                  |             | 19          | 1           | 350+   | 42     |
| 1974-1975         | Roma              | A                 | 29         | 5          | CI              | 10              | 0               | -                  | -                  | -                  | -           | -           | -           | 39     | 5      |
| 1975-1976         | Roma              | A                 | 28         | 2          | CI              | 4               | 0               | CU                 | 6                  | 0                  | -           | -           | -           | 38     | 2      |
| 1976-1977         | Roma              | A                 | 28         | 2          | CI              | 4               | 1               | -                  | -                  | -                  | -           | -           | -           | 32     | 3      |
| 1977-1978         | Roma              | A                 | 25         | 0          | CI              | 4               | 0               | -                  | -                  | -                  | CE          | 6           | 0           | 35     | 0      |
| 1978-1979         | Roma              | A                 | 25         | 0          | CI              | 4               | 0               | -                  | -                  | -                  | -           | -           | -           | 29     | 0      |
| Totale Roma       | Totale Roma       | Totale Roma       | 222        | 22         |                 | 33              | 3               |                    | 24                 | 4                  |             | 7           | 0           | 285    | 29     |
| Totale carriera   | Totale carriera   | Totale carriera   | 478        | 50         |                 | 79              | 12              |                    | 46                 | 7                  |             | 26          | 1           | 636+   | 71     |

### Cronologia presenze e reti in nazionale
| Cronologia completa delle presenze e delle reti in nazionale ― Italia | Cronologia completa delle presenze e delle reti in nazionale ― Italia | Cronologia completa delle presenze e delle reti in nazionale ― Italia | Cronologia completa delle presenze e delle reti in nazionale ― Italia | Cronologia completa delle presenze e delle reti in nazionale ― Italia | Cronologia completa delle presenze e delle reti in nazionale ― Italia | Cronologia completa delle presenze e delle reti in nazionale ― Italia | Cronologia completa delle presenze e delle reti in nazionale ― Italia |
| Data                                                                  | Città                                                                 | In casa                                                               | Risultato                                                             | Ospiti                                                                | Competizione                                                          | Reti                                                                  | Note                                                                  |
| --------------------------------------------------------------------- | --------------------------------------------------------------------- | --------------------------------------------------------------------- | --------------------------------------------------------------------- | --------------------------------------------------------------------- | --------------------------------------------------------------------- | --------------------------------------------------------------------- | --------------------------------------------------------------------- |
| 1-11-1967                                                             | Cosenza                                                               | Italia                                                                | 5 – 0                                                                 | Cipro                                                                 | Qual. Euro 1968                                                       | -                                                                     |                                                                       |
| 18-11-1967                                                            | Berna                                                                 | Svizzera                                                              | 2 – 2                                                                 | Italia                                                                | Qual. Euro 1968                                                       | -                                                                     |                                                                       |
| 10-6-1968                                                             | Roma                                                                  | Italia                                                                | 2 – 0                                                                 | Jugoslavia                                                            | Euro 1968 - Finale                                                    | -                                                                     | 1º titolo europeo                                                     |
| 23-10-1968                                                            | Cardiff                                                               | Galles                                                                | 0 – 1                                                                 | Italia                                                                | Qual. Mondiali 1970                                                   | -                                                                     |                                                                       |
| 1-1-1969                                                              | Città del Messico                                                     | Messico                                                               | 2 – 3                                                                 | Italia                                                                | Amichevole                                                            | -                                                                     |                                                                       |
| 5-1-1969                                                              | Città del Messico                                                     | Messico                                                               | 1 – 1                                                                 | Italia                                                                | Amichevole                                                            | -                                                                     |                                                                       |
| 29-3-1969                                                             | Berlino Est                                                           | Germania Est                                                          | 2 – 2                                                                 | Italia                                                                | Qual. Mondiali 1970                                                   | -                                                                     |                                                                       |
| 24-5-1969                                                             | Torino                                                                | Italia                                                                | 0 – 0                                                                 | Bulgaria                                                              | Amichevole                                                            | -                                                                     |                                                                       |
| 4-11-1969                                                             | Roma                                                                  | Italia                                                                | 4 – 1                                                                 | Galles                                                                | Qual. Mondiali 1970                                                   | -                                                                     |                                                                       |
| 22-11-1969                                                            | Napoli                                                                | Italia                                                                | 3 – 0                                                                 | Germania Est                                                          | Qual. Mondiali 1970                                                   | -                                                                     |                                                                       |
| 21-2-1970                                                             | Madrid                                                                | Spagna                                                                | 2 – 2                                                                 | Italia                                                                | Amichevole                                                            | -                                                                     |                                                                       |
| 10-5-1970                                                             | Lisbona                                                               | Portogallo                                                            | 1 – 2                                                                 | Italia                                                                | Amichevole                                                            | -                                                                     |                                                                       |
| 3-6-1970                                                              | Toluca                                                                | Italia                                                                | 1 – 0                                                                 | Svezia                                                                | Mondiali 1970 - 1º turno                                              | -                                                                     |                                                                       |
| 6-6-1970                                                              | Puebla                                                                | Italia                                                                | 0 – 0                                                                 | Uruguay                                                               | Mondiali 1970 - 1º turno                                              | -                                                                     |                                                                       |
| 11-6-1970                                                             | Toluca                                                                | Italia                                                                | 0 – 0                                                                 | Israele                                                               | Mondiali 1970 - 1º turno                                              | -                                                                     |                                                                       |
| 14-6-1970                                                             | Toluca                                                                | Italia                                                                | 4 – 1                                                                 | Messico                                                               | Mondiali 1970 - Quarti di finale                                      | -                                                                     |                                                                       |
| 17-6-1970                                                             | Città del Messico                                                     | Italia                                                                | 4 – 3 dts                                                             | Germania Ovest                                                        | Mondiali 1970 - Semifinale                                            | -                                                                     |                                                                       |
| 21-6-1970                                                             | Città del Messico                                                     | Brasile                                                               | 4 – 1                                                                 | Italia                                                                | Mondiali 1970 - Finale                                                | -                                                                     | 2º posto                                                              |
| 17-10-1970                                                            | Berna                                                                 | Svizzera                                                              | 1 – 1                                                                 | Italia                                                                | Amichevole                                                            | -                                                                     |                                                                       |
| 31-10-1970                                                            | Vienna                                                                | Austria                                                               | 1 – 2                                                                 | Italia                                                                | Qual. Euro 1972                                                       | 1                                                                     |                                                                       |
| 8-12-1970                                                             | Firenze                                                               | Italia                                                                | 3 – 0                                                                 | Irlanda                                                               | Qual. Euro 1972                                                       | 1                                                                     |                                                                       |
| 20-2-1971                                                             | Cagliari                                                              | Italia                                                                | 1 – 2                                                                 | Spagna                                                                | Amichevole                                                            | 1                                                                     |                                                                       |
| 10-5-1971                                                             | Dublino                                                               | Irlanda                                                               | 1 – 2                                                                 | Italia                                                                | Qual. Euro 1972                                                       | -                                                                     |                                                                       |
| 9-6-1971                                                              | Stoccolma                                                             | Svezia                                                                | 0 – 0                                                                 | Italia                                                                | Qual. Euro 1972                                                       | -                                                                     |                                                                       |
| 25-9-1971                                                             | Genova                                                                | Italia                                                                | 2 – 0                                                                 | Messico                                                               | Amichevole                                                            | -                                                                     | 45’                                                                   |
| 20-11-1971                                                            | Roma                                                                  | Italia                                                                | 2 – 2                                                                 | Austria                                                               | Qual. Euro 1972                                                       | 1                                                                     |                                                                       |
| 4-3-1972                                                              | Atene                                                                 | Grecia                                                                | 2 – 1                                                                 | Italia                                                                | Amichevole                                                            | -                                                                     |                                                                       |
| 29-4-1972                                                             | Milano                                                                | Italia                                                                | 0 – 0                                                                 | Belgio                                                                | Qual. Euro 1972                                                       | -                                                                     |                                                                       |
| 13-5-1972                                                             | Bruxelles                                                             | Belgio                                                                | 2 – 1                                                                 | Italia                                                                | Qual. Euro 1972                                                       | -                                                                     |                                                                       |
| Totale                                                                |                                                                       | Presenze                                                              | 29                                                                    |                                                                       | Reti                                                                  | 4                                                                     |                                                                       |

### Statistiche da allenatore

#### Club
| Stagione          | Squadra           | Campionato        | Campionato | Campionato | Campionato | Campionato | Coppe nazionali | Coppe nazionali | Coppe nazionali | Coppe nazionali | Coppe nazionali | Coppe continentali | Coppe continentali | Coppe continentali | Coppe continentali | Coppe continentali | Altre coppe | Altre coppe | Altre coppe | Altre coppe | Altre coppe | Totale | Totale | Totale | Totale | % Vittorie |
| Stagione          | Squadra           | Comp              | G          | V          | N          | P          | Comp            | G               | V               | N               | P               | Comp               | G                  | V                  | N                  | P                  | Comp        | G           | V           | N           | P           | G      | V      | N      | P      | %          |
| ----------------- | ----------------- | ----------------- | ---------- | ---------- | ---------- | ---------- | --------------- | --------------- | --------------- | --------------- | --------------- | ------------------ | ------------------ | ------------------ | ------------------ | ------------------ | ----------- | ----------- | ----------- | ----------- | ----------- | ------ | ------ | ------ | ------ | ---------- |
| 1980-1981         | Fiorentina        | A                 | 16         | 7          | 7          | 2          | CI              | 2               | 0               | 1               | 1               | -                  | -                  | -                  | -                  | -                  | -           | -           | -           | -           | -           | 18     | 7      | 8      | 3      | 38,89      |
| 1981-1982         | Fiorentina        | A                 | 30         | 17         | 11         | 2          | CI              | 6               | 3               | 2               | 1               | -                  | -                  | -                  | -                  | -                  | -           | -           | -           | -           | -           | 36     | 20     | 13     | 3      | 55,56      |
| 1982-1983         | Fiorentina        | A                 | 30         | 12         | 10         | 8          | CI              | 5               | 2               | 2               | 1               | CU                 | 2                  | 1                  | 0                  | 1                  | -           | -           | -           | -           | -           | 37     | 15     | 12     | 10     | 40,54      |
| 1983-1984         | Fiorentina        | A                 | 30         | 12         | 12         | 6          | CI              | 9               | 2               | 4               | 3               | -                  | -                  | -                  | -                  | -                  | -           | -           | -           | -           | -           | 39     | 14     | 16     | 9      | 35,90      |
| 1984-1985         | Fiorentina        | A                 | 11         | 3          | 5          | 3          | CI              | 4               | 3               | 1               | 0               | CU                 | 4                  | 2                  | 1                  | 1                  | -           | -           | -           | -           | -           | 19     | 8      | 7      | 4      | 42,11      |
| Totale Fiorentina | Totale Fiorentina | Totale Fiorentina | 117        | 51         | 45         | 21         |                 | 26              | 10              | 10              | 6               |                    | 6                  | 3                  | 1                  | 2                  |             | -           | -           | -           | -           | 149    | 64     | 56     | 29     | 42,95      |
| 1985-1986         | Udinese           | A                 | 12         | 4          | 4          | 4          | CI              | 2               | 1               | 0               | 1               | -                  | -                  | -                  | -                  | -                  | TE          | 5           | 3           | 1           | 1           | 19     | 8      | 5      | 6      | 42,11      |
| 1986-1987         | Udinese           | A                 | 30         | 6          | 12         | 12         | CI              | 5               | 3               | 0               | 2               | -                  | -                  | -                  | -                  | -                  | -           | -           | -           | -           | -           | 35     | 9      | 12     | 14     | 25,71      |
| Totale Udinese    | Totale Udinese    | Totale Udinese    | 42         | 10         | 16         | 16         |                 | 7               | 4               | 0               | 3               |                    | -                  | -                  | -                  | -                  |             | 5           | 3           | 1           | 1           | 54     | 17     | 17     | 20     | 31,48      |
| 1991-1992         | Ascoli            | A                 | 17         | 1          | 4          | 12         | CI              | 2               | 0               | 0               | 2               | -                  | -                  | -                  | -                  | -                  | -           | -           | -           | -           | -           | 19     | 1      | 4      | 14     | &5,26      |
| Totale carriera   | Totale carriera   | Totale carriera   | 176        | 62         | 65         | 49         |                 | 35              | 14              | 10              | 11              |                    | 6                  | 3                  | 1                  | 2                  |             | 5           | 3           | 1           | 1           | 222    | 82     | 77     | 63     | 36,94      |

## Palmarès

### Giocatore

#### Club

##### Competizioni nazionali
- Coppa Italia: 2

Roma: 1963-1964
Fiorentina: 1965-1966
- Campionato italiano: 1

Fiorentina: 1968-1969

##### Competizioni internazionali
- Coppa delle Fiere: 1

Roma: 1960-1961
- Mitropa Cup: 1

Fiorentina: 1966

#### Nazionale
- Campionato d'Europa: 1

1968